# Finhaut
Finhaut es una comuna suiza del cantón del Valais, situada en el distrito de San Mauricio. Limita al norte con la comuna de Salvan, al sureste con Trient, al sur con Vallorcine (FR-74), y al suroeste con Sixt-Fer-à-Cheval (FR-74).